# Mohamed Razane
 (septembre 2021).
Si vous disposez d'ouvrages ou d'articles de référence ou si vous connaissez des sites web de qualité traitant du thème abordé ici, merci de compléter l'article en donnant les références utiles à sa vérifiabilité et en les liant à la section « Notes et références ».
Mohamed Razane (né en 1968 à Casablanca) est un écrivain français d'origine marocaine.

## Biographie
Il est arrivé en France à l'âge de neuf ans dans le cadre du regroupement familial. Écrivain réaliste, prônant une écriture en miroir de notre société et de ses laissés-pour-compte, il publie en juin 2006 un roman intitulé Dit Violent aux éditions Gallimard, dans la collection Blanche. Dans cet ouvrage, il met en exergue la souffrance d'un adolescent de la banlieue parisienne, donnant ainsi à voir des réalités qu'il juge absentes dans les discours politiques et médiatiques. Il est également l'auteur de deux nouvelles intitulées Garde à vue et Abdel Ben Cyrano, parues aux éditions Stock, dans le cadre de l'ouvrage collectif Chroniques d'une société annoncée. Comédien, metteur en scène et scénariste, il contribue à plusieurs projets audiovisuels marqués par son engagement militant pour une reconnaissance sensible des populations opprimées et de leurs aspirations. Il est également président du collectif Qui Fait La France ?.